# Gaubertin
Gaubertin est une commune française, située dans le département du Loiret en région Centre-Val de Loire.

## Géographie

### Localisation

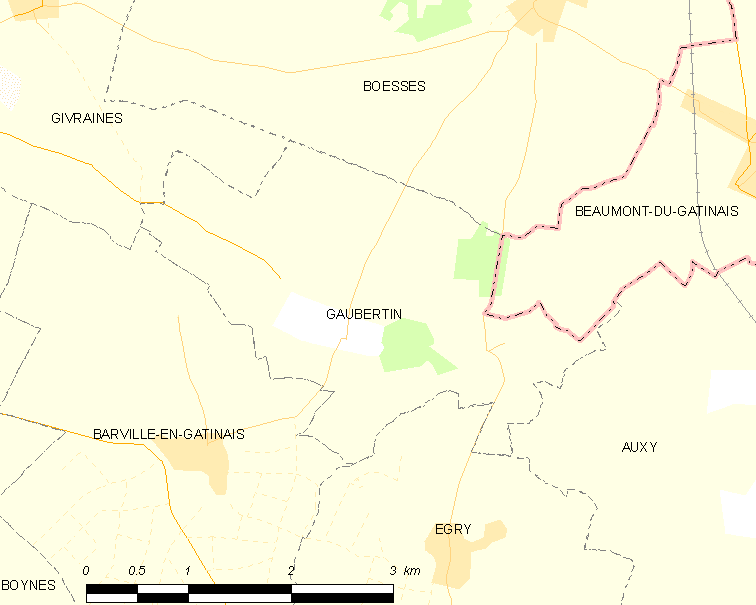
Carte de la commune de Gaubertin et des communes limitrophes.

La commune de Gaubertin se trouve dans le quadrant nord-est du département du Loiret, en limite du département de Seine-et-Marne, dans la région agricole du Gâtinais riche,.  À vol d'oiseau, elle se situe à 45,4 km  d'Orléans, préfecture du département, à 13,7 km de Pithiviers, sous-préfecture, et à 5,9 km de Beaune-la-Rolande, ancien chef-lieu du canton dont dépendait la commune avant mars 2015. La commune fait partie du bassin de vie de Beaune-la-Rolande.
Les communes les plus proches sont : Barville-en-Gâtinais (2 km), Égry (2,5 km), Boësses (3,7 km), Auxy (3,8 km), Beaumont-du-Gâtinais (4,1 km, en Seine-et-Marne), Boynes (4,7 km), Échilleuses (4,9 km), Givraines (5,1 km), Beaune-la-Rolande (5,9 km) et Batilly-en-Gâtinais (6,3 km).

### Lieux-dits et écarts
La commune Gaubertin possède trois hameaux : Eau De Limon, Sancy et Bel-Aire.

### Géologie et relief

#### Géologie
La commune se situe dans le sud du Bassin parisien, le plus grand des trois bassins sédimentaires français. Cette vaste dépression, occupée dans le passé par des mers peu profondes et des lacs, a été comblée, au fur et à mesure que son socle s’affaissait, par des sables et des argiles, issus de l’érosion des reliefs alentours, ainsi que des calcaires d’origine biologique, formant ainsi une succession de couches géologiques.
Les couches affleurantes sur le territoire communal sont constituées de formations superficielles du Quaternaire et de roches sédimentaires datant du Cénozoïque, l'ère géologique la plus récente sur l'échelle des temps géologiques, débutant il y a 66 millions d'années. La formation la plus ancienne est de la molasse du Gâtinais remontant à l’époque Miocène de la période Néogène. La formation la plus récente est des alluvions récentes des lits mineurs remontant à l’époque Holocène de la période Quaternaire. Le descriptif de ces couches est détaillé dans  la feuille « n°328 - Pithiviers » de la carte géologique au 1/50 000ème du département du Loiret, et sa notice associée.

Carte géologique de la commune.

|  | Fz : | alluvions récentes des lits mineurs, Holocène |

|  | m1CPi : | calcaire de Pithiviers, Aquitanien |
|  | m1MGa : | molasse du Gâtinais, Aquitanien    |

#### Relief
La superficie cadastrale de la commune publiée par l’Insee, qui sert de références dans toutes les statistiques, est de 7,29 km2,. La superficie géographique, issue de la BD Topo, composante du Référentiel à grande échelle produit par l'IGN, est quant à elle de 7,25 km2. Son relief est relativement plat puisque la dénivelée maximale atteint 30 mètres. L'altitude du territoire varie entre 91 m et 121 m.

### Climat
Pour des articles plus généraux, voir Climat du Centre-Val de Loire et Climat du Loiret.
En 2010, le climat de la commune est de type climat océanique dégradé des plaines du Centre et du Nord, selon une étude du CNRS s'appuyant sur une série de données couvrant la période 1971-2000. En 2020, Météo-France publie une typologie des climats de la France métropolitaine dans laquelle la commune est exposée à un climat océanique altéré et est dans la région climatique Sud-ouest du bassin Parisien, caractérisée par une faible pluviométrie, notamment au printemps (120 à 150 mm) et un hiver froid (3,5 °C).
Pour la période 1971-2000, la température annuelle moyenne est de 10,9 °C, avec une amplitude thermique annuelle de 15,4 °C. Le cumul annuel moyen de précipitations est de 670 mm, avec 10,7 jours de précipitations en janvier et 7,3 jours en juillet. Pour la période 1991-2020, la température moyenne annuelle observée sur la station météorologique de Météo-France la plus proche, sur la commune de Ladon à 16 km à vol d'oiseau, est de 11,7 °C et le cumul annuel moyen de précipitations est de 685,3 mm,. Pour l'avenir, les paramètres climatiques de la commune estimés pour 2050 selon différents scénarios d'émission de gaz à effet de serre sont consultables sur un site dédié publié par Météo-France en novembre 2022.

## Urbanisme

### Typologie
Au 1er janvier 2024, Gaubertin est catégorisée commune rurale à habitat dispersé, selon la nouvelle grille communale de densité à sept niveaux définie par l'Insee en 2022.
Elle est située hors unité urbaine et hors attraction des villes,.

### Occupation des sols
L'occupation des sols de la commune, telle qu'elle ressort de la base de données européenne d’occupation biophysique des sols Corine Land Cover (CLC), est marquée par l'importance des territoires agricoles (93,1 % en 2018), une proportion identique à celle de 1990 (93,1 %). La répartition détaillée en 2018 est la suivante : 
terres arables (87,2 %), forêts (6,9 %), zones agricoles hétérogènes (5,9 %).
L'évolution de l’occupation des sols de la commune et de ses infrastructures peut être observée sur les différentes représentations cartographiques du territoire : la carte de Cassini (XVIIIe siècle), la carte d'état-major (1820-1866) et les cartes ou photos aériennes de l'IGN pour la période actuelle (1950 à aujourd'hui).

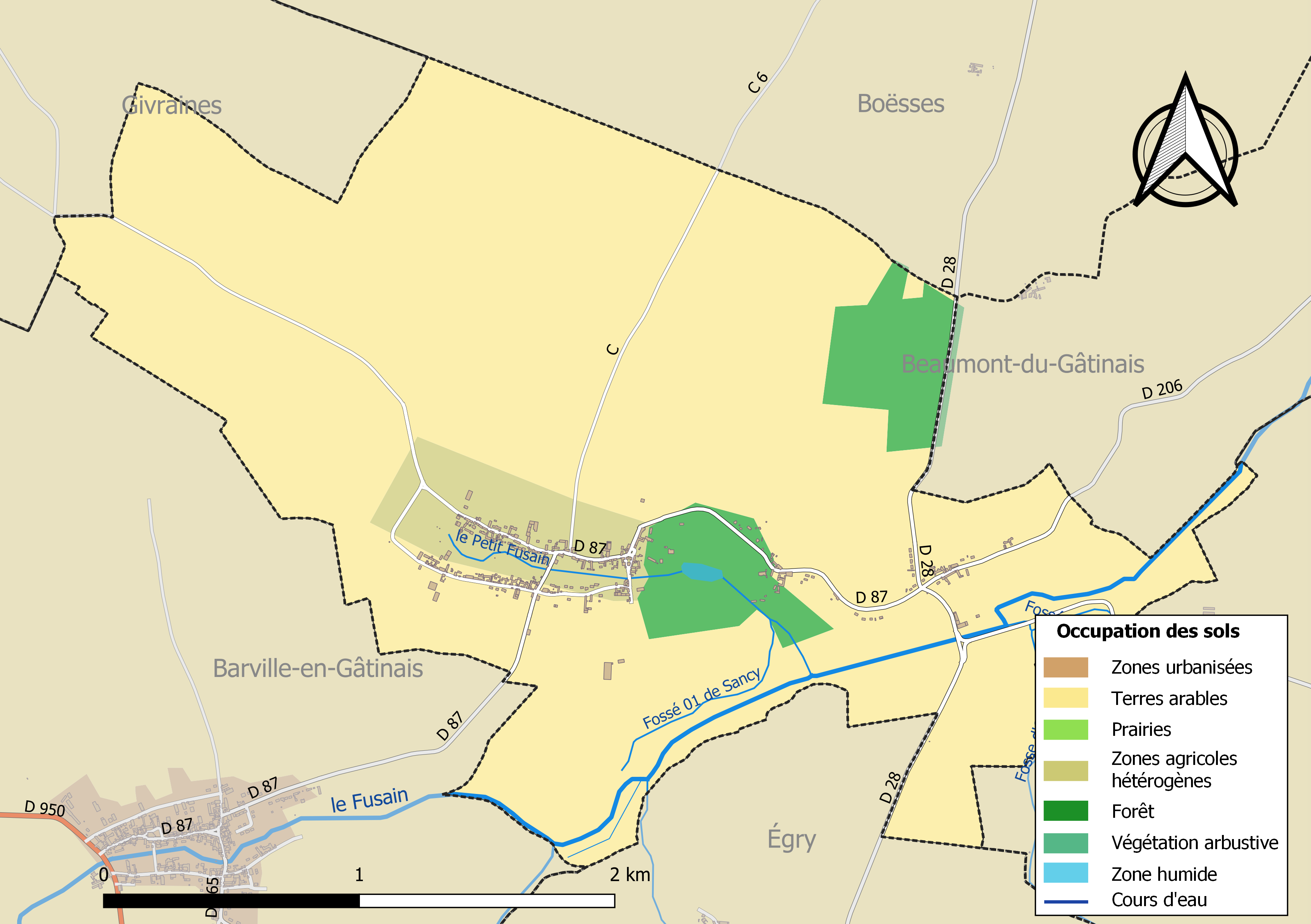
Carte des infrastructures et de l'occupation des sols de la commune en 2018 (CLC).
Carte orthophotographique de la commune en 2016.

### Voies de communication et transports

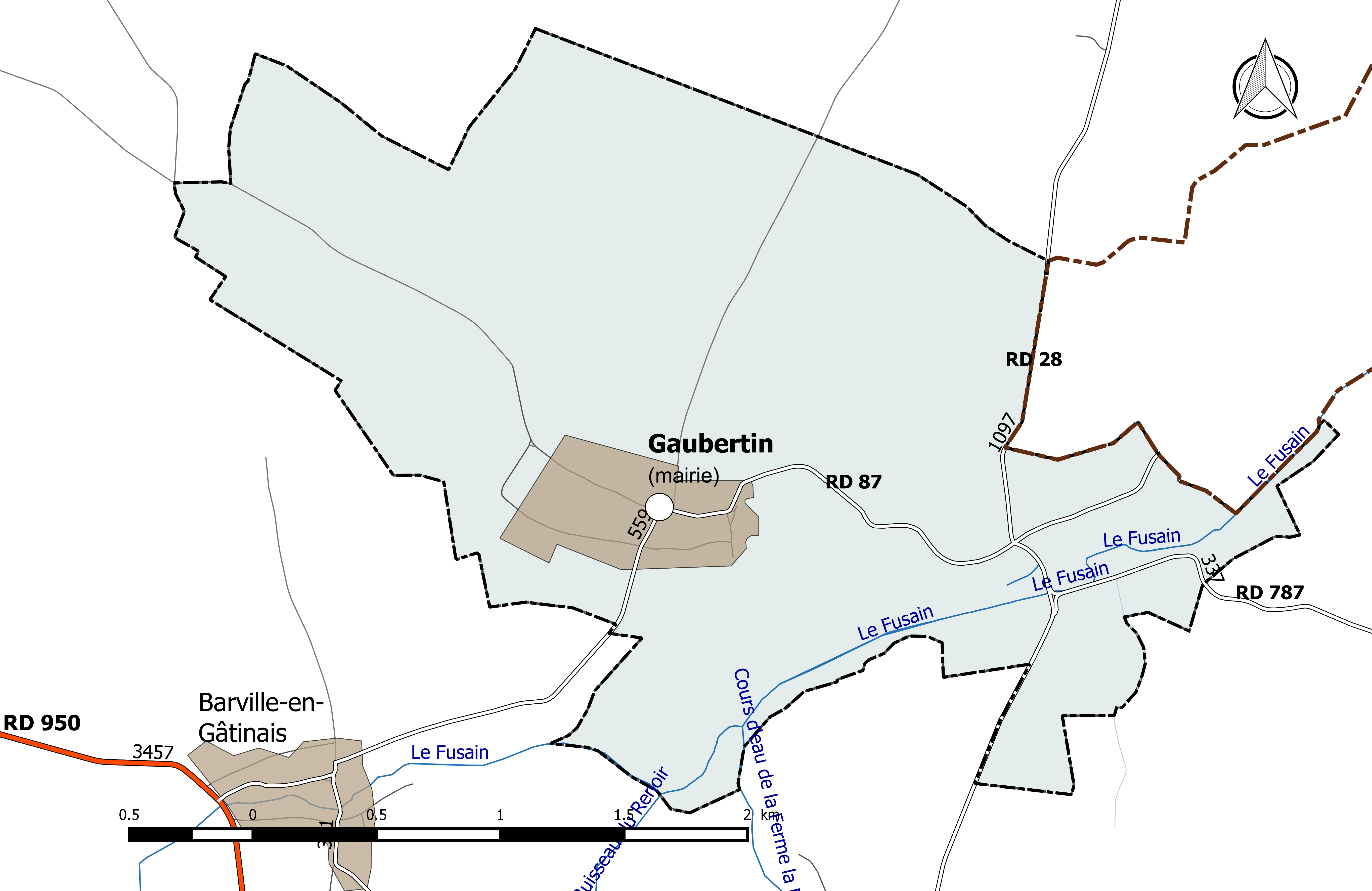
Réseau routier principal de la commune de Gaubertin (avec indication du trafic routier 2014).

#### Infrastructures routières
La commune est traversée par trois routes départementales : la RD 28 (1 097 véhicules/jour), qui relie Beaune-la-Rolande à Desmonts, la RD 87 (589 véhicules/jour), qui relie la commune à Barville-en-Gâtinais et la RD 787 (337 véhicules/jour), qui la relie à Auxy,.

#### Transports en commun
Aucune ligne régulière du réseau Ulys, le réseau interurbain de transport par autocar du Conseil départemental du Loiret, ne dessert la commune. Par contre la commune bénéficie du service Ulys Proximité qui emmène les usagers vers un arrêt desservi par la ligne régulière la plus proche.

### Risques naturels et technologiques
La commune de Gaubertin est vulnérable à différents aléas naturels : climatiques (hiver exceptionnel ou canicule), mouvements de terrains ou sismique (sismicité très faible). 
Entre 1989 et 2019, quatre arrêtés ministériels ayant porté reconnaissance de catastrophe naturelle ont été pris pour le territoire de la commune  : deux  pour des inondations et coulées de boue et deux pour des mouvements de terrains.
Le territoire de la commune peut être concerné par un risque d'effondrement de cavités souterraines non connues. Une cartographie départementale de l'inventaire des cavités souterraines et des désordres de surface a été réalisée. Il a été recensé sur la commune plusieurs effondrements de cavités.
Par ailleurs, le sol du territoire communal peut faire l'objet de mouvements de terrain liés à la sécheresse. Le phénomène de retrait-gonflement des argiles est la conséquence d'un changement d'humidité des sols argileux. Les argiles sont capables de fixer l'eau disponible mais aussi de la perdre en se rétractant en cas de sécheresse. Ce phénomène peut provoquer des dégâts très importants sur les constructions (fissures, déformations des ouvertures) pouvant rendre inhabitables certains locaux. Celui-ci a particulièrement affecté le Loiret après la canicule de l'été 2003. Une frange sud du territoire de la commune est soumise à un aléa « moyen » face à ce risque, selon l'échelle définie par le Bureau de recherches géologiques et minières (BRGM).
Depuis le 22 octobre 2010, la France dispose d’un nouveau zonage sismique divisant le territoire national en cinq zones de sismicité croissante. La commune, à l’instar de l’ensemble du département,  est concernée par un risque très faible.

## Histoire

### Origines et Moyen Âge
Le territoire de Gaubertin montre des traces d’occupation antique. Des médailles romaines, squelettes, briques et objets en plomb ont été découverts près du hameau d’Entraigues, suggérant une implantation gallo-romaine.
Dès le XIIᵉ siècle, un petit monastère — probablement chartreux — est mentionné localement. L’église du couvent, construite en style roman, fut ensuite agrandie pour devenir l’église paroissiale actuelle. Des éléments anciens sont encore visibles dans la maçonnerie.
Un château féodal fut édifié sur une motte castrale dominant le Petit Fusain. Il fut incendié par les troupes anglaises au cours de la guerre de Cent Ans et ne fut jamais entièrement reconstruit. Seuls les fossés, des murs de soutènement et une partie intégrée au château actuel témoignent de son existence.

### XVIᵉ et XVIIᵉ siècles
Au cours de la Renaissance, la seigneurie de Gaubertin appartient successivement aux familles de Bougy, Boitel, puis Harlay. Nicolas de Harlay, baron de Sancy (1546–1629), propriétaire du domaine, est connu pour avoir vendu à Henri IV le célèbre « diamant de Sancy » afin de financer des régiments suisses. Le hameau de Sancy, rattaché à la commune, en porte toujours le nom.
La paroisse possédait les reliques de saint Aubin et de saint Blaise. Ces objets de vénération étaient conservés dans l’église paroissiale jusqu’au XVIIIᵉ siècle. En 1735, un vol important de biens liturgiques est recensé, mais le préjudice fut indemnisé par les proches du coupable.

### XVIIIᵉ siècle
Le 25 juin 1740, un violent orage de grêle détruisit les trois quarts des vignes et la moitié des cultures céréalières. L’année suivante, un hiver rigoureux et des gels printaniers ruinèrent la plupart des vergers et vignobles, provoquant une disette sévère. Le Parlement de Paris imposa alors aux habitants plus aisés de contribuer à l’approvisionnement des plus pauvres.
Durant la Révolution française, la commune échappa aux violences religieuses observées ailleurs. Toutefois, l’ancien presbytère fut vendu comme bien national, et les titres seigneuriaux ainsi que les archives de la famille de La Taille-Gaubertin furent brûlés. L’abbé Plassier, curé entre 1785 et 1793, exerça son ministère jusqu’à la suppression officielle du culte.

### XIXᵉ siècle
En 1850, un acte municipal régularisa les droits de passage et les limites entre terrains communaux et propriétés privées au hameau de Sancy.
À la même époque, le château de Gaubertin changea plusieurs fois de propriétaires. Il fut acquis par Louis‑Alexandre Barbot, puis par Paul‑Ernest Lecaron de Fleury, qui en entreprit la rénovation. Surendetté, ce dernier vendit le domaine à un banquier, Charles‑Louis Salmon, qui envisagea sa division. En 1844, Louis‑Théodore Anceau, négociant à Paris, acheta la propriété et mit fin au projet de morcellement. Le château est resté depuis dans la même lignée familiale.
Le village conserve une vie religieuse active, comme l'attestent les registres paroissiaux de la seconde moitié du siècle. Bien que Gaubertin n’ait pas été directement impliqué dans la guerre franco-prussienne de 1870, la région connut les effets de l’occupation militaire et des réformes républicaines, notamment dans l’éducation.

### XXᵉ siècle
Gaubertin ne subit pas de destructions majeures pendant les deux guerres mondiales. En juin 1940, les archives départementales du Loiret furent partiellement détruites par un incendie à Orléans, mais les documents relatifs à la commune furent sauvegardés.
Durant la seconde moitié du XXᵉ siècle, la commune bénéficie de politiques de conservation archivistique, et son patrimoine architectural, notamment le château et l’église Saint‑Aubin, est valorisé.

### XXIᵉ siècle
Au début du XXIᵉ siècle, Gaubertin s’inscrit dans la Communauté de communes du Pithiverais-Gâtinais. La commune, à l’habitat rural dispersé, compte 265 habitants en 2009, contre 143 en 1982. Le patrimoine historique demeure un atout local, notamment le château (privé), le cimetière et l’église classée Saint‑Aubin, restaurée et toujours utilisée pour le culte.
| Blason de Gaubertin | Les armes de Gaubertin se blasonnent ainsi : de gueules au sautoir gironné d’argent et de sable de seize pièces, cantonné de deux fleurs de lys d'or en chef et en pointe et de deux besants du même aux flancs. |

On voit apparaître dans le blason de Gaubertin le champ de gueules et les besants d'or constitutifs du blason du comté de Boulogne d'où était originaire Pierre Boitel, seigneur de Gaubertin dans le premier quart du XVIIe siècle .

## Politique et administration

### Découpage territorial

#### Bloc communal: Commune et intercommunalités
La paroisse de Gaubertin acquiert le statut de municipalité avec le  décret du 12 novembre 1789 de l'Assemblée Nationale puis celui de « commune », au sens de l'administration territoriale actuelle, par le décret de la Convention nationale du 10 brumaire an II (31 octobre 1793). Il faut toutefois attendre la loi du 5 avril 1884 sur l'organisation municipale pour qu'un régime juridique uniforme soit défini pour toutes les communes de France, point de départ de l’affirmation progressive des communes face au pouvoir central.
Aucun événement de restructuration majeure du territoire, de type suppression, cession ou réception de territoire, n'a affecté la commune depuis sa création.
La commune est membre de la Communauté de communes du Beaunois depuis sa création le 20 décembre 1995 jusqu'en 2016, un établissement public de coopération intercommunale issu de la transformation du S.I.Vo.M de Beaune-la-Rolande, créée en mai 1959, en communauté de communes. Depuis le 1er janvier 2017, la commune est membre de la Communauté de communes du Pithiverais-Gâtinais, issue de la fusion de la communauté de communes du Beaunois, de la communauté de communes des Terres puiseautines étendue à la commune nouvelle Le Malesherbois.

#### Circonscriptions de rattachement
Sous l'Ancien Régime, à la veille des États généraux de 1789, la paroisse de Gaubertin était rattachée sur le plan ecclésiastique à l'ancien diocèse de Sens et sur le plan administratif à la généralité de Paris, élection de Nemours.
La loi du 22 décembre 1789 divise le pays en 83 départements découpés chacun en six à neuf districts eux-mêmes découpés en cantons regroupant des communes. Les districts, tout comme les départements, sont le siège d’une administration d’État et constituent à ce titre des circonscriptions administratives. La commune de Gaubertin est alors incluse dans le canton de Batilly, le district de Boiscommun et le département du Loiret.
La recherche d’un équilibre entre la volonté d’organiser une administration dont les cadres permettent l’exécution et le contrôle des lois d’une part, et la volonté d’accorder une certaine autonomie aux collectivités de base (paroisses, bourgs, villes) d’autre part, s’étale de 1789 à 1838. Les découpages territoriaux évoluent ensuite au gré des réformes visant à décentraliser ou recentraliser l'action de l'État. La régionalisation fonctionnelle des services de l'État (1945-1971) aboutit à la création de régions. L'acte I de la décentralisation de 1982-1983 constitue une étape importante en donnant l'autonomie aux collectivités territoriales, régions, départements et communes. L'acte II intervient en 2003-2006, puis l'acte III en 2012-2015.
Le tableau suivant présente les rattachements, au niveau infra-départemental, de la commune de Gaubertin aux différentes circonscriptions administratives et électorales ainsi que l'historique de l'évolution de leurs territoires.
| Circonscription             | Nom                | Période   | Type                         | Évolution du découpage territorial |
| --------------------------- | ------------------ | --------- | ---------------------------- | --- |
| District                    | Boiscommun         | 1790-1795 | Administrative               | La commune est rattachée au district de Boiscommun de 1790 à 1795,. La Constitution du 5 fructidor an III, appliquée à partir de vendémiaire an IV (1795) supprime les districts, rouages administratifs liés à la Terreur, mais maintient les cantons qui acquièrent dès lors plus d'importance. |
| Canton                      | Batilly            | 1790-1801 | Administrative et électorale | Le 10 février 1790, la municipalité de Gaubertin est rattachée au canton de Batilly. Les cantons acquièrent une fonction administrative avec la disparition des districts en 1795. |
| Canton                      | Beaune             | 1801-2015 | Administrative et électorale | Sous le Consulat, un redécoupage territorial visant à réduire le nombre de justices de paix ramène le nombre de cantons dans le Loiret de 59 à 31. Gaubertin est alors rattachée par arrêté du 9 vendémiaire an X (30 septembre 1801) au canton de Beaune,. |
| Canton                      | Malesherbes        | 2015-     | Électorale                   | La loi du 17 mai 2013 et ses décrets d'application publiés en février et mars 2014 introduisent un nouveau découpage territorial pour les élections départementales. La commune est alors rattachée au nouveau canton de Malesherbes. Depuis cette réforme, plus aucun service de l'État n'exerce sa compétence sur un territoire s'appuyant sur le nouveau découpage cantonal. Le canton a disparu en tant que circonscription administrative de l'État ; il est désormais uniquement une circonscription électorale dédiée à l'élection d'un binôme de conseillers départementaux siégeant au conseil départemental. |
| Arrondissement              | Pithiviers         | 1801-1926 | Administrative               | Gaubertin est rattachée à l'arrondissement de Pithiviers par arrêté du 9 vendémiaire an X (30 septembre 1801),. |
| Arrondissement              | Orléans            | 1926-1942 | Administrative               | Sous la Troisième République, en raison d'un endettement considérable et de l'effort nécessaire pour la reconstruction post-Première Guerre mondiale, la France traverse une crise financière. Pour réduire les dépenses de l’État, Raymond Poincaré fait voter plusieurs décrets-lois réformant en profondeur l’administration française : 106 arrondissements sont ainsi supprimés, dont ceux de Gien et de Pithiviers dans le Loiret par décret du 10 septembre 1926. Gaubertin est ainsi transférée de l'arrondissement de Pithiviers à celui d'Orléans,.                                                          |
| Arrondissement              | Pithiviers         | 1942-     | Administrative               | La loi du 1er juin 1942 rétablit l'arrondissement de Pithiviers. Gaubertin est alors à nouveau rattachée à l'arrondissement de Pithiviers. |
| Circonscription législative | 5e circonscription | 2010-     | Électorale                   | Lors du découpage législatif de 1986, le nombre de circonscriptions législatives passe dans le Loiret de 4 à 5. Un nouveau redécoupage intervient en 2010 avec la loi du 23 février 2010. En attribuant un siège de député « par tranche » de 125 000 habitants, le nombre de circonscriptions par département varie désormais de 1 à 21,. Dans le Loiret, le nombre de circonscriptions passe de cinq à six. La réforme n'affecte pas Gaubertin qui reste rattachée à la cinquième circonscription. |

#### Collectivités de rattachement
La commune de Gaubertin est rattachée au département du Loiret et à la région Centre-Val de Loire, à la fois circonscriptions administratives de l'État et collectivités territoriales.

### Politique et administration municipales

#### Conseil municipal et maire
Depuis les élections municipales de 2014, le conseil municipal  de Gaubertin, commune de moins de 1 000 habitants, est élu au scrutin majoritaire plurinominal à deux tours, les électeurs pouvant modifier les listes, panacher, ajouter ou supprimer des candidats sans que le vote soit nul,  pour un mandat de six ans renouvelable. Il est composé de 11 membres. L'exécutif communal est constitué par le maire, élu par le conseil municipal, parmi ses membres, pour un mandat de six ans, c'est-à-dire pour la durée du mandat du conseil.
| Période                                  | Période  | Identité              | Étiquette | Qualité                                            |
| ---------------------------------------- | -------- | --------------------- | --------- | -------------------------------------------------- |
| 1858                                     | 1888     | Louis Théodore Anceau |           | Conseiller général du canton de Beaune (1858-1888) |
| Les données manquantes sont à compléter. |          |                       |           |                                                    |
| mars 2014                                | En cours | Jean Gillet,          |           | Ancien ouvrier                                     |

## Équipements et services

### Environnement

#### Gestion des déchets
En  2016, la commune est membre du SITOMAP de la région Pithiviers, créé en 1968. Celui-ci assure la collecte et le traitement des ordures ménagères résiduelles, des emballages ménagers recyclables  et des encombrants en porte à porte et du verre en points d’apport volontaire. Un réseau de huit déchèteries accueille les encombrants et autres déchets spécifiques (déchets verts, déchets dangereux, gravats, ferraille, cartons…). La déchèterie la plus proche de la commune est située sur la commune de Beaune-la-Rolande. L'élimination et la valorisation énergétique des déchets ménagers et de ceux issus de la collecte sélective sont effectuées dans l'outil de traitement appelé BEGEVAL, installé à Pithiviers et géré par le syndicat de traitement Beauce Gâtinais Valorisation (BGV) qui regroupe le territoire des trois syndicats de collecte : SMETOM, SITOMAP et SIRTOMRA. Cet outil est composé d’un centre de valorisation matière qui trie les emballages issus de la collecte sélective, les journaux-magazines et les cartons de déchèteries, et d’un centre de valorisation énergétique qui incinère les ordures ménagères résiduelles et le tout-venant incinérable des déchèteries ainsi que les refus du centre de tri.
Depuis le 1er janvier 2017, la « gestion des déchets ménagers » ne fait plus partie des compétences de la commune mais est une compétence obligatoire de la communauté de communes du Pithiverais-Gâtinais en application de la loi NOTRe du 7 août 2015.

#### Production et distribution d'eau
Le service public d’eau potable est une compétence obligatoire des communes depuis l’adoption de la loi du 30 décembre 2006 sur l’eau et les milieux aquatiques. Au 31 décembre 2016, la production de l'eau potable sur le territoire communal est assurée par le syndicat intercommunal d'alimentation en eau potable d'Egry - Barville - Gaubertin, un syndicat créé en 1930,, et la distribution par  la commune elle-même.
La loi NOTRe du 7 août 2015 prévoit que le transfert des compétences « eau et assainissement » vers les communautés de communes sera obligatoire à compter du 1er janvier 2020. Le transfert d’une compétence entraîne  de  facto la mise à disposition gratuite de plein droit des biens, équipements et services publics utilisés, à la date du transfert, pour l'exercice de ces compétences et la substitution de la communauté dans les droits et obligations des communes,.

#### Assainissement
La compétence assainissement, qui recouvre obligatoirement la collecte, le transport et l’épuration des eaux usées, l’élimination des boues produites, ainsi que le contrôle des raccordements aux réseaux publics de collecte, est assurée  par la commune elle-même.
La commune est raccordée à une station d'épuration située sur le territoire communal, mise en service le 1er juillet 2006 et dont la capacité nominale de traitement est de  350 EH, soit 52 m3/jour. Cet équipement utilise un procédé d'épuration de type lagunage naturel. Son exploitation est assurée en 2017 par Gaubertin            ,.
L’assainissement non collectif (ANC) désigne les installations individuelles de traitement des eaux domestiques qui ne sont pas desservies par un réseau public de collecte des eaux usées et qui doivent en conséquence traiter elles-mêmes leurs eaux usées avant de les rejeter dans le milieu naturel. Depuis le 1er janvier 2017, la communauté de communes du Pithiverais-Gâtinais, issue de la fusion de la communauté de communes du Beaunois, de la communauté de communes des Terres puiseautines étendue à la commune nouvelle Le Malesherbois, assure le service public d'assainissement non collectif (SPANC). Celui-ci a pour mission de vérifier la bonne exécution des travaux de réalisation et de réhabilitation, ainsi que le bon fonctionnement et l’entretien des installations,.

## Population et société

### Démographie
L'évolution du nombre d'habitants est connue à travers les recensements de la population effectués dans la commune depuis 1793. Pour les communes de moins de 10 000 habitants, une enquête de recensement portant sur toute la population est réalisée tous les cinq ans, les populations de référence des années intermédiaires étant quant à elles estimées par interpolation ou extrapolation. Pour la commune, le premier recensement exhaustif entrant dans le cadre du nouveau dispositif a été réalisé en 2007.
En 2022, la commune comptait 251 habitants, en évolution de −4,56 % par rapport à 2016 (Loiret : +1,89 %, France hors Mayotte : +2,11 %).
| 1793 | 1800 | 1806 | 1821 | 1831 | 1836 | 1841 | 1846 | 1851 |
| ---- | ---- | ---- | ---- | ---- | ---- | ---- | ---- | ---- |
| 350  | 410  | 376  | 420  | 456  | 500  | 470  | 456  | 484  |

| 1856 | 1861 | 1866 | 1872 | 1876 | 1881 | 1886 | 1891 | 1896 |
| ---- | ---- | ---- | ---- | ---- | ---- | ---- | ---- | ---- |
| 518  | 529  | 507  | 473  | 460  | 450  | 429  | 407  | 402  |

| 1901 | 1906 | 1911 | 1921 | 1926 | 1931 | 1936 | 1946 | 1954 |
| ---- | ---- | ---- | ---- | ---- | ---- | ---- | ---- | ---- |
| 371  | 336  | 334  | 312  | 305  | 275  | 263  | 258  | 271  |

| 1962 | 1968 | 1975 | 1982 | 1990 | 1999 | 2006 | 2007 | 2012 |
| ---- | ---- | ---- | ---- | ---- | ---- | ---- | ---- | ---- |
| 229  | 227  | 174  | 143  | 174  | 194  | 254  | 263  | 272  |

| 2017 | 2022 | - | - | - | - | - | - | - |
| ---- | ---- | - | - | - | - | - | - | - |
| 257  | 251  | - | - | - | - | - | - | - |

## Économie
Gaubertin est une commune essentiellement rurale dont l’économie repose principalement sur l’agriculture et les activités liées au secteur primaire. La production agricole locale comprend notamment la culture céréalière, les plantations sucrières, ainsi que l’élevage extensif. Le territoire, situé dans la plaine du Pithiverais, bénéficie de sols favorables à ces activités traditionnelles.
Au cours du XXᵉ siècle, l’agriculture a connu une modernisation progressive, avec une mécanisation accrue et une spécialisation des exploitations. Cependant, comme dans de nombreuses communes rurales du Loiret, la population active agricole a diminué, se tournant vers d’autres secteurs ou s’orientant vers l’emploi dans les zones urbaines voisines.
Parallèlement, le secteur tertiaire, notamment les services liés à l’administration communale, à l’éducation et au tourisme patrimonial, contribue modestement à l’économie locale. La présence du château privé et de l’église Saint-Aubin attire occasionnellement des visiteurs, favorisant des activités annexes comme la restauration ou l’hébergement à proximité.
Gaubertin fait partie de la Communauté de communes du Pithiverais-Gâtinais, ce qui lui permet de bénéficier de dispositifs intercommunaux de développement économique, notamment pour soutenir les petites entreprises agricoles, artisanales et commerciales du territoire.
Enfin, malgré son caractère rural, la commune est accessible aux habitants travaillant dans les pôles économiques voisins, notamment Montargis, Pithiviers ou même Orléans, favorisant ainsi un mode de vie résidentiel avec des déplacements pendulaires.

## Patrimoine
- L'église Saint-Aubin du XIIe siècle;XIIIe siècle;XVe siècle[90]

## Personnalités liées à la commune
Pierre Boitel, sieur de Gaubertin, écrivain français du début du XVIIe siècle. Il fut propriétaire du château de Gaubertin de 1600 à 1626.